# Daito-ryu

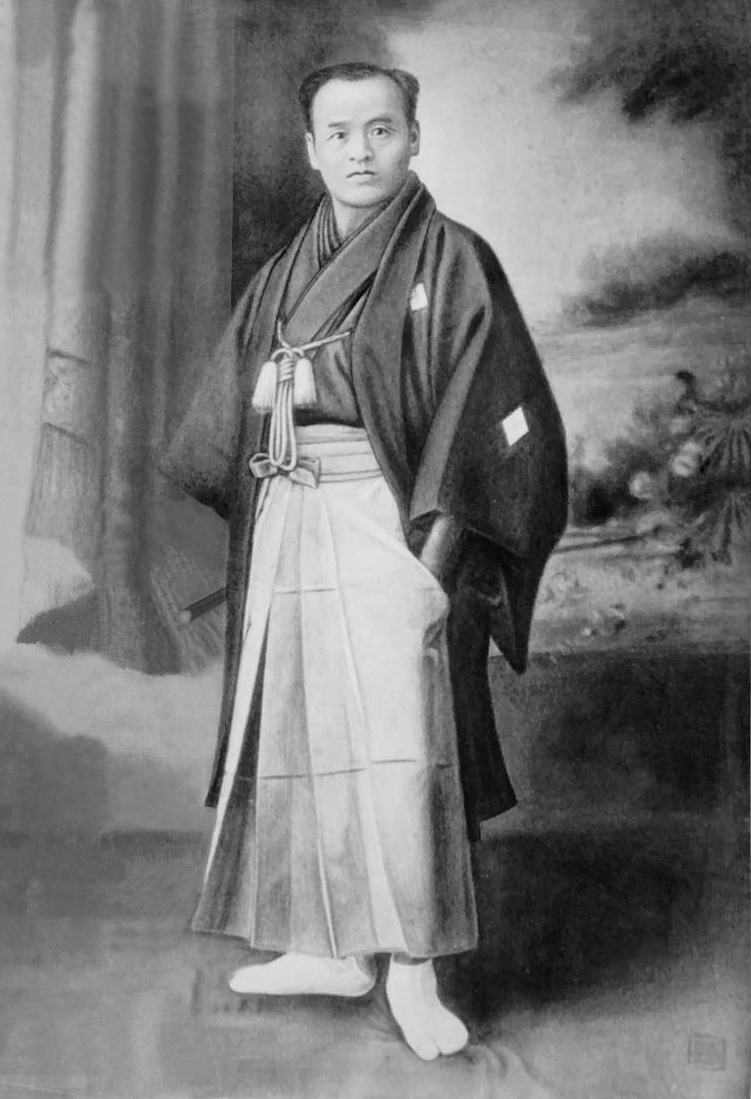
Takeda Sokaku, den moderna Daito-ryuns grundare.

Daito-ryu (japanska: 大東流合気柔術?, Daitōryū-aikijūjutsu) är en aikijujutsu-stil som förmodligen grundades omkring år 1900 av Takeda Sokaku (1859-1943). Enligt Takeda har stilen rötter tillbaka till 1087 då Minamoto no Yoshimitsu (1056-1127) grundade en kampsportstil kallad Daitō. Det som lärdes ut då var bågskytte, ridning, spjut, svärd, militär strategi och vapenlösa tekniker.
Daitō-stilen skall ha förts vidare inom familjen Takeda sedan 1500-talet, till dess att Takeda Sokaku började ta in elever utifrån. Bland andra Ueshiba Morihei som senare grundade av aikido huvudsakligen utifrån vad han lärt sig i Daito ryu, och Shimoe Hidetaro som är känd från Itto ryu, blev elever till Takeda. Hans son och elev, Takeda Tokimune (1916-1993) bestämde sig 1988 för att sprida stilen till hela världen och var den förste i denna stil som tog in utländska elever.
Daito ryu räknas normalt inte till koryu. Takeda själv hävdade att alla gamla rullar som bevisade stilens äldre anor brunnit upp i en brand, men exempelvis Ellis Amdur menar att Daito ryu förmodligen till största delen var Takeda Sokakus egen skapelse.